# 李尚正
李尚正（英語：Jiro Lee Sheung Ching，1981年2月20日—）是香港開電視男藝人，主要擔任節目主持，亦曾是電影編劇。就讀香港大學建築系期間，投身香港有線電視，獲周星馳羅致成為電影編劇及參演其電影，在《美人魚》飾演搞笑警察，知名度大增。在2010年，他重投有線電視（現命名香港開電視)，主持《空間大改造》及《臥底旅行團》系列深受歡迎，成為皇牌節目。在2023年演出喜劇電影《死屍死時四十四》，亮眼演技被視為「MVP」，並榮獲香港電影金像獎提名最佳男配角。

## 簡歷
李尚正早年在荃灣及天水圍成長，有一兄一弟，父母分別是中學及小學教師。畢業於荃灣公立何傳耀紀念中學。1998年香港中學會考，考獲 4A 5B 1C，繼而2000年香港高級程度會考，考獲 3A 1B 1C，成績優異。
大學選科期間，李尚正認為黎明電影《玻璃之城》中的香港大學校園很美，於是選擇香港大學建築學院，並獲取錄。大學3年級時，因顧慮畢業論文、漫長的實習和碩士課程，因此申請停學，到南美旅行半年，回港透過中學同學介紹，加入有線娛樂新聞台擔任節目助理及娛樂記者。
2004年，李尚正與林海峰共同製作綜藝節目《有個娛樂乜人台》，原本無意參與幕前演出，惜人手不足，遂飾演「記者正」一角。此節目完成後，他曾返回香港大學數月嘗試完成學位課程；由於最終認為建築系不適合自己，因此決定停學並一心投身演藝之路。
而他與林海峰合作的節目引起周星馳的關注及賞識，並邀請參與電影創作，因此辭去有線電視職位，成為星輝海外有限公司電影編劇。2013年，他與周星馳、郭子健及江玉儀憑《西遊·降魔篇》入圍角逐第50屆金馬獎「最佳改編劇本」。
李尚正亦參與周星馳電影演出，包括《長江七號》曹主任、《西遊·降魔篇》沙僧和《美人魚》警察。表現突出，定下了喜劇演員形象。
2010年，李尚正曾與音樂創作人邵子風合組音樂創作組合LeeDee並推出首張EP《虎年行好運》；該音樂的獨特風格引起網上熱烈討論，音樂影片首天點擊率超過10萬，其後於LeeDeeFamily的YouTube頻道發佈多首創作歌曲。
大約2010年，電影工作減少，李尚正更發生嚴重電單車意外，留院接近半年。康復後，
大約2010年，受到總監朋友阿木邀請，回巢重返有線電視，擔任節目主持，因出鏡機會極高，被譽為「香港開電視一哥」 。
云云節目當中，與盧頌恩共同主持的《臥底旅行團》系列最受歡迎，攝制隊以臥底身份，報名參加中國廉價旅行團，笑料百出，四輯橫跨2014年至2025年播出，被視為「皇牌節目」。
2014年，曾與朋友合資經營牛腩麵店「牛棚」，因受疫情影響，於2020年結業。
2023年，出演何爵天導演的喜劇電影《死屍死時四十四》，出色演技被視為「MVP」。而編劇及導演直言寫劇本期間，角色以李尚正為藍本，選角非他莫屬。此次演出更令他首次成功入選香港電影金像獎最佳男配角提名名單。

## 演出作品
*以下列表只記錄李尚正演出過的影視作品，若有遺漏，請協助補充相關資料。

### 電影
- 2008年：《長江七號》 飾 曹主任
- 2012年：《八星抱喜》 飾 Billy
- 2013年：《西游·降魔篇》 飾 沙悟淨
- 2014年：《那夜凌晨，我坐上了旺角開往大埔的紅van》 飾 Bobby
- 2016年：《美人魚》 飾 警察
- 2017年：《我老婆係明星》 飾 家衛
- 2017年：《救殭清道夫》 飾 朱Sir
- 2017年：《父子雄兵》飾 吳財務
- 2017年：《喵星人》飾 導演
- 2019年：《催眠·裁決》 飾 周雄
- 2023年：《死屍死時四十四》 飾 李寶安
- 2024年：《久別重逢》 飾 校工
- 2025年：《麻雀女王追男仔》飾 林雨雲

### 電視劇（HOY TV）
- 2025年：《我家有囍事》
- 未播：《我愛九龍城》

### 網絡劇集
- 2019年：《向西聞記》 飾 阿強／阿光

### 電視節目（香港電台）
- 2011年：《廉政行動2011》單元四:黃金惡夢
- 2012年：《正斗中文》單元:大排檔茶餐廳
- 2015年：《回到未來錢》第二集:好心失手
- 2016年：《申訴五分鐘》第三集:響亮的秘密
- 2016年：《非常宅》單元:非常管家
- 2018年：《運輸背後》單元三：出路
- 2019年：《歲月不忘情》單元五：紳士老爺
- 2019年：《迷什麼》單元一：靈戒

### 電視節目主持（有線電視）
- 2003年：《維港巨星匯》
- 2004年：《有個娛樂乜人台》
- 年份未知：《咖啡·狂》
- 2010年：《夢幻建築社》
- 2010年：《正視天下》
- 2011年：《去吧！台灣住囉囉》
- 2012年：《潮玩潮食澳門篇》
- 2013年：《空間大改造》（第五輯）
- 2013年：《掃毒大家庭》
- 2013年：《1級重案-大查犯》
- 2013年：《快樂地球》（第二季）
- 2014年：《舞吧!韓日住羅羅》
- 2014年：《十萬蚊港女大翻身》
- 2014年：《大凶捕》
- 2014年：《乜都夠膽死》
- 2014年：《卧底旅行團》
- 2015年：《又係臥底旅行團》（Cheap Cheap卧底旅行團 及 High High 臥底旅行團)
- 2015年：《N+1次遊泰國》
- 2015年：《羊年人人行好運》
- 2015年：《羊年點算》
- 2016年：《正義同盟》
- 2016年：《食得有法補》
- 2016年：《寵物ER》

### 電視節目主持（HOY TV）
- 2017年：《香港有寶證》
- 2017年：《放試》
- 2017年：《Learning男》
- 2017年：《空間改造王》（旁白）
- 2018年：《狗年人人行好運》
- 2018年：《外人自己人》
- 2018年：《每日一正》
- 2018年：《空間改造王》
- 2019年：《豬年人人行好運》
- 2019年：《Pig Pig 歌聲饌饗口》
- 2019年：《幫人有限公司》
- 2019年：《夠細奇則》
- 2019年：《卧底旅行團2.0》
- 2020年：《我是創作+》
- 2020年：《狼人開電視》
- 2020年：《香港奇則》
- 2020年：《餓底外賣員》
- 2020年：《原始組》
- 2021年：《開運秘笈 2021》
- 2021年：《餓底外賣員》
- 2021年：《餓底送上門》
- 2021年：《至 Fit Pet Pet 診聊所》
- 2021年：《姐姐去哪兒》
- 2021年：《升級美食》
- 2022年：《開運秘笈 2022》
- 2022年：《香港空間改造王》
- 2022年：《香港奇則2》
- 2022年：《嘉嘉醫療自助班》飾 陳達
- 2023年：《開運秘笈 2023》
- 2023年：《舌尖上的雙餸飯》
- 2023年：《東呃西騙》
- 2023年：《卧底旅行團3.0》
- 2024年：《卧底旅行團 爆笑前傳》
- 2024年：《開運秘笈 2024》
- 2024年：《香港空間改造王 2》
- 2024年：《龍騰灣區歡樂年》
- 2024年：《臥底服務團》
- 2024年：《香港奇則 3》
- 2025年：《開運秘笈 2025》
- 2025年：《粵來粵好過大年》
- 2025年：《卧底旅行團4.0》

## 歌曲創作
| 發表年份 | 歌曲           | 作詞           | 作曲   | 主唱           |
| -------- | -------------- | -------------- | ------ | -------------- |
| 2010年   | 《虎年行好運》 | 邵子風、李尚正 | 燈神   | 邵子風、李尚正 |
| 2010年   | 《惡曬航空》   | 梁栢堅         | 馮彥中 | 邵子風、李尚正 |
| 2010年   | 《NG》         | 曰云           | 燈神   | 邵子風、李尚正 |

- 未發佈《看著同一片天回憶一起翻牆的日子》詞、曲主唱：邵子風、李尚正

## 廣告
- 2016年：百老匯電器
- 2016年：唯一信用貸款
- 2017年：安鼻靈
- 2017年：好彩海鮮酒家
- 2017年：喜得佳
- 2018年：Radico有機染髮劑
- 2018年：日本雙喜牌之心丹
- 2019年：漳州片仔廣

## 資料來源
1. ↑  .   [2023-11-29]. （原始内容存档于2023-04-22）.
2. 1 2  .   [2023-04-13]. （原始内容存档于2023-04-17）.
3. ↑  .   [2023-11-29]. （原始内容存档于2024-02-14）.
4. ↑  .   [2023-11-29]. （原始内容存档于2023-05-29）.
5. ↑  .   [2023-11-29]. （原始内容存档于2023-10-30）.
6. ↑  .   [2023-11-29]. （原始内容存档于2023-04-29）.
7. ↑  .   [2023-11-29]. （原始内容存档于2023-06-03）.
8. ↑   https://www.orientalsunday.hk/最新娛聞/李尚正-金像獎-hoytv-pltc06-1250020. 缺少或|title=为空 (帮助)

## 外部連結
- 李尚正的新浪微博